# Нури Абу Сахмейн
Нури Абу Сахмейн (араб. نوري أبو سهمين‎; род. 25 октября 1956, Зувара) — ливийский политический и государственный деятель. Номинальный глава Ливии как председатель Всеобщего национального конгресса (с 25 июня 2013 года). Являлся крупной фигурой на исламистской стороне гражданской войны. Основатель группировки «Оперативная комната революционеров Ливии» (Палата представителей Ливии считает эту организацию террористической). Сообщается, что будучи председателем Всеобщего национального конгресса, Нури Абу Сахмейн сфальсифицировал его работу.
Нури Абу Сахмейн — первый этнический бербер, который руководил Ливией, со времён Триполитанской республики.

## Биография
Первоначально он был избран во Всеобщий национальный конгресс в качестве члена от города Зувара, который находится на западе страны. Абу Сахмейн имел некоторую поддержку со стороны организации «Братья-мусульмане», но выступал в качестве независимого кандидата. Однако он отрицает тесные связи с «Братьями-мусульманами».
В 2013 году Нури Абу Сахмейн был кандидатом от исламистов на пост председателя Всеобщего национального конгресса. Его считали компромиссным кандидатом, приемлемым для более либеральных членов конгресса. В результате 25 июня 2013 года он стал председателем ВНК. На выборах он пользовался поддержкой организации «Братья-мусульмане» и Партии справедливости и строительства. После избрания Абу Сахмэйн немедленно создал исламистскую вооружённую группировку «Оперативная комната революционеров Ливии», которая предприняла попытку исламистского переворота в октябре 2013 года. Он подавил дебаты и расследования, которые исламистская часть ВНК не хотела, включая дебаты по поводу его предполагаемого незаконного перевода денег в группировку.
В декабре 2013 года Всеобщим национальным конгрессом было принято решение обеспечить соблюдение законов шариата в ливийских университетах. С начала 2014 года вводилась гендерная сегрегация и обязательный хиджаб, что вызвало резкую критику со стороны групп по защите прав женщин.
Нури Абу Сахмейн сыграл определённую роль в конституционном кризисе, который возник, когда исламист Ахмед Майтыг был предположительно избран премьер-министром Ливии на сессии ВНК в апреле 2014 года, которая была прервана вооружёнными исламистскими боевиками, ворвавшимися в парламент. Хотя вице-спикер, Министерство юстиции, Верховный суд и оппозиционные партии отвергли это разбирательство как незаконное, Абу Сахмейн подписал указ, подтверждающий назначение Майтыга на должность премьер-министра.
По словам сторонников восточного правительства, его срок полномочий закончился, когда 4 августа 2014 года была создана Палата представителей. Его сменил Абу Бакр Байра, временный глава нового парламента. Абу Сахмейн также был представителем ВНК в своём родном городе амазигов (то есть берберов) в Зуваре, на западе страны.